# Флоховець
Флоховець (словац. Flochovec) — річка в Словаччині у регіоні Турієц, права притока Турця, протікає в окрузі Турчянські Теплиці.
Довжина приблизно 4-4.5 км. Витік знаходиться в масиві Кремницькі-Верхи (частина Флоховський хребет — схил гори Флохова) — на висоті близько 1230 метрів. Протікає територією села Турчек.
Впадає у Турець на висоті приблизно 800—810 метрів — до водосховища Турчек.